# Мелікгюх
Мелікгюх (вірм. Մելիքգյուղ) — село в марзі Арагацотн, на північному заході Вірменії. Село розташоване за 11 км на північ від міста Апарана, за 3 км на північний схід від села Мірак. Автобусне сполучення з Єреваном здійснюється за маршрутом №529, вартість проїзду становить 400 драм.